# إيتانغ دي بوا روج
إيتانغ دي بوا روج (بالفرنسية: Étang de Bois Rouge) هي بحيرة في مدينة سانت أندريه، ريونيون، فرنسا. على ارتفاع 1 م، تبلغ مساحتها 0.05 كيلومتر مربع.